# Шистовский, Константин Николаевич
Константин Николаевич Шистовский (1890 или 1899—1981) — русский астроном и изобретатель. За гравиметрические исследования, связанные с разработкой КМА, удостоен звания Герой Труда (1936). Один из основателей Московского планетария, его первый директор, первый лектор и инженер-конструктор. Заслуженный работник культуры РСФСР (1971).

## Биография
Родился в деревне Лаптево (ныне город Ясногорск) в семье медиков. Окончил Перовскую гимназию (школа № 4) в Туле, затем, в 1926 году — физико-математический факультет Московского университета. 
Свою научную деятельность начал в Туле. Занимался астрономическими исследованиями, принимал активное участие в десяти экспедициях, «охотившихся» за солнечными затмениями; вёл гравиметрические измерения, необходимые для разработки залежей Курской магнитной аномалии, за что впоследствии (1936) был удостоен звания Героя Труда.
В августе 1928 года был назначен на должность директора строящегося Московского планетария и в течение 48 лет занимал эту должность. Изобрёл для планетария около 60 оригинальных приборов и устройств, дополнявших аппарат Цейса; прочитал тысячи лекций. В 1927—1934 годах принимал участие в составлении «Технической энциклопедии» в 26-и томах под редакцией Л. К. Мартенса, автор статей по тематике «астрономия». Большинство планетариев в Советском Союзе создавались при его непосредственном участии. В 1937 году многие изобретения и технические новинки К. Н. Шистовского демонстрировались на Всемирной выставке в Париже и некоторые приобретены Парижским планетарием.
Изобретатель, имеющий более 60 изобретений. Константин Николаевич являлся кандидатом физико-математических наук, Почётным членом ВАГО.
Умер в 1981 году. Похоронен на Ваганьковском кладбище., участок №24.

## Награды и Память
- Герой Труда (1936).
- Заслуженный работник культуры РСФСР (1971)[2].